# Força Cobra Adivasi
Força Cobra Adivasi (em inglês:  Adivasi Cobra Force, abreviado ACF), também conhecido como Força Militante Cobra Adivasi (em inglês:  Adivasi Cobra Militant Force, abreviado ACMF), foi um grupo rebelde militante em Lower Assam, Índia, com o objetivo reivindicado de proteger o povo adivasi através do combate armado. 

## Formação
No final da década de 1990, Assam foi assolado por vários distúrbios étnicos entre bodos e santhals. Os bodos começaram a se juntar a grupos como a Frente Nacional Democrática de Bodoland e a Força dos Tigres de Libertação Bodo. No início de 1996, mais de 100 pessoas de ambas as comunidades foram mortas em distúrbios.  Em resposta, os santals, alegando ameaças aos seus interesses, formaram muitos grupos com outras tribos nagas na área, com a Força Cobra Adivasi sendo criada em 7 de julho de 1996. 

## Ideologia
A organização não defende nenhuma ideologia política nem é separatista como muitos outros grupos nos Sete Estados Irmãos. Afirma ser uma forma de proteger as tribos que foram supostamente "limpas etnicamente" durante os motins de 1996 pelas organizações bodos. Exigem reparações para os santals deslocados e mortos nos distúrbios e demandam que os "adivasis" sejam reconhecidos como um povo protegido pelo Governo da Índia. 

## Organização
As estimativas do número de efetivos na organização variam de 100  a 350.  O grupo operava nos distritos de Kokrajhar e Bongaigaon. O comandante da organização era Durga Minz e o presidente era Xabrias Khakha. O outro líder principal foi Kandu Murmu. 